# Zezinho do Araguaia
Micheas Gomes de Almeida ou "Zezinho do Araguaia" (Capanema, 21 de abril de 1934) é um militante comunista e ex-guerrilheiro brasileiro, único sobrevivente da Guerrilha do Araguaia que jamais foi preso, atuando durante os três anos de combate entre a guerrilha e as Forças Armadas, entre 1972 e 1975.

## Biografia
Filho de camponeses, andarilho e pedreiro na juventude, que trabalhou na construção de Brasília, nasceu no interior do Pará e foi criado em Belém e na ilha de Marajó. Na juventude, fixou-se em Goiás e filiou-se ao Partido Comunista do Brasil no início dos anos 60. Enviado para treinamento militar na China pelo partido, em 1966, antes da guerrilha, no retorno, sendo um militante com maneiras de homem do campo, foi enviado ao Araguaia, na região do hoje estado de Tocantins com outros companheiros no fim da década para ajudar a preparação de guerrilha rural, idealizada pelo partido como forma de combater de armas na mão a ditadura militar brasileira da época.
"Zezinho", seu codinome na guerrilha e pelo qual é conhecido até hoje (apesar de ter utilizado mais de 80 nomes na clandestinidade), foi o guerrilheiro que mais se adaptou à selva, servindo constantemente de guia e principal mensageiro da guerrilha. Paraense, de aspecto físico parecido com o dos caboclos da região, o que não levantava suspeitas, era o guerrilheiro sempre escalado para entrar e sair da mata, procurando remédios, suprimentos e transportando integrantes para fora e para dentro da área ocupada pelo PCdoB. Além disso, foi o principal elemento de ligação entre a comissão militar e os destacamentos armados e planejador e explorador de rotas alternativas na selva para o deslocamento dos guerrilheiros.
No começo de 1974, quando a guerrilha estava em condição já de aniquilamento e extermínio de seus integrantes, e a batalha havia virado apenas uma caça aos sobreviventes comunistas onde os guerrilheiros que se rendiam eram assassinados, "Zezinho" fugiu da região junto com Ângelo Arroyo, codinome "Joaquim", um dos líderes da guerrilha, atravessando o norte de Goiás (hoje Tocantins), sul do Pará, Maranhão, Piauí, cruzando rios agarrados em troncos de madeira, roubando cavalos e andando apenas à noite, até embarcarem num ônibus para São Paulo, onde ele desapareceu.
Por mais de 20 anos, "Zezinho" foi dado como desaparecido político. Na verdade, entre 1975 e 1996, ele foi Antônio Pereira Oliveira. "Ou acreditava ser, pois havia se esquecido de tudo – seu verdadeiro nome, Micheas, a guerrilha, sua família, a visita à China, o Partido (…) Como esqueceu, ele não sabe. Suas memórias foram se esvaindo de sua cabeça, e ficaram em algum lugar escondidas por essas duas décadas. Para todos os efeitos, ele era o pedreiro e depois eletricista Antônio, sem parentes." Como Antônio, assumiu nova vida, casou, teve filhos e netos. Os flashes de lembranças começaram a iluminar a memória de Zezinho somente em 1996, após ver as imagens de uma reportagem na televisão, que mostrava duas sobreviventes da guerrilha do Araguaia: Crimeia Alice Schmidt de Almeida e Elza Monnerat. A primeira delas Zezinho havia retirado da mata, grávida, carregando-a rio abaixo, em agosto de 1972.
Hoje vive em São Paulo e foi convidado a ser o curador do monumento à guerrilha, que será erguido em Xambioá, cidade na região do rio Araguaia onde ele combateu e sobreviveu nos anos 70. Em 2010, foi eleito presidente do IAPA – Instituto de Apoio aos Povos do Araguaia.